# Герои и злодеи
Герои и Злодеи (укр. Герої та Лиходії) — четвертий альбом рок-гурту «Король и Шут», випущений в 2000 році.

## Список композицій
1. «Дед на свадьбе» — 4:46
2. «Запрет отца» — 3:31
3. «Кузнец» — 2:59
4. «Разговор с гоблином» — 2:32
5. «Вор, граф и графиня» — 2:55
6. «Что видел малыш» — 3:27
7. «Невеста палача» — 4:22
8. «Мастер приглашает в гости» — 3:15
9. «Бродяга и старик» — 4:08
10. «Смерть халдея» — 3:39
11. «Помнят с горечью древляне» — 3:56
12. «Про Ивана» — 2:37
13. «Воспоминания о былой любви» — 2:59

## Музиканти
- Музика: — Михайло Горшеньов та Андрій Князєв
- Вірші: — Андрій Князєв
- Бас: — Олександр Балунов
- Гітара: — Яков Цвіргунов
- Барабани: — Олександр Щиголєв
- Скрипка: — Марія Нефьодова

## здобутки
Пісня з альбому, «Помнят с горечью древляне» (укр. Пам'ятають з гіркотою древляни) довгий час займала високі позиції на хіт-парадах